# Stok (powiat radzyński)
Stok – wieś w Polsce położona w województwie lubelskim, w powiecie radzyńskim, w gminie Ulan-Majorat.
| SIMC    | Nazwa        | Rodzaj    |
| ------- | ------------ | --------- |
| 0021551 | Stok-Kolonia | część wsi |

Wieś szlachecka położona była w drugiej połowie XVI wieku w ziemi łukowskiej województwa lubelskiego. Miejscowość była przejściowo siedzibą gminy Ulan. W latach 1975–1998 miejscowość należała administracyjnie do województwa bialskopodlaskiego.
Wieś jest sołectwem w gminie Ulan-Majorat. Według Narodowego Spisu Powszechnego z roku 2011 wieś liczyła 635 mieszkańców.
W Stoku 5 lutego 1866 r. urodził się Ignacy Chrzanowski, historyk literatury.
Wierni Kościoła rzymskokatolickiego należą do parafii św. Małgorzaty w Ulanie-Majoracie.